# オニガヤツリ
オニガヤツリ Cyperus pilosus Vahl (1805) はカヤツリグサ科の植物の1つ。この仲間ではやや大型になるもので、扁平な小穂をブラシ状に並べた穂を着ける。

## 特徴
横に伸びる地下茎を持つ多年生の草本。茎の高さは30～100cmになる。本属の日本産の種としては大柄な方である。茎の上部はざらつきがある。茎の断面は3稜形となっている。根出葉は細長く、幅は約4～10mm、基部の鞘は黄褐色となっている。葉の長さは花茎より短い。
花期は7～10月。花茎の先端に花序を付ける。花序の基部にある苞は2～3枚あって葉状によく発達し、長いものは50cmに達することもある。花序は複散房状で、花序の枝葉3～6本ほど、斜め上向きに出て長いものは10cmを越えることもある。分花序は3～5個ついており、その柱軸には剛毛が生えており、小穂を密生する。小穂は狭楕円形で長さは7～15mm、扁平で15～25個の小花を付けており、藁色で時に暗赤褐色を帯びる。小花は2列に並び、小花の鱗片は広卵形で長さ2mm。鱗片の先端は尖っており、数本の脈があり、背面部は緑色で縁は膜質で白い。痩果は卵形で断面は3稜形、長さは1.2mm。花柱は痩果とほぼ同じ長さで先端は3つに割れている。
和名は鬼蚊帳吊の意味で、全体に大きめであることに依る。

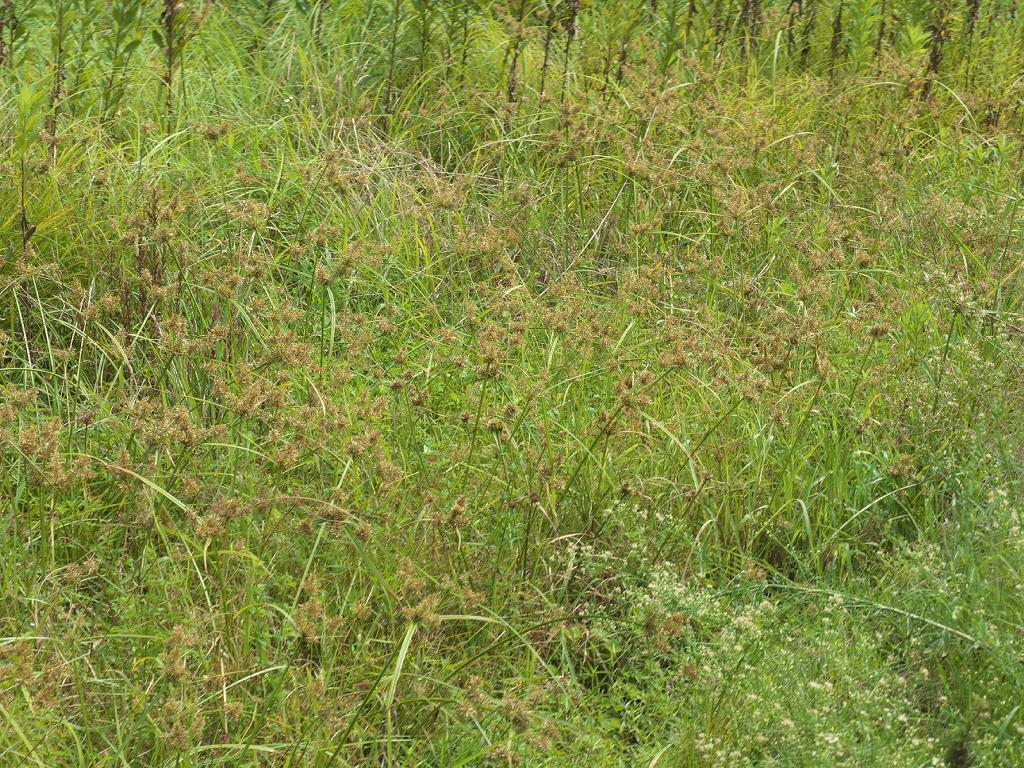
休耕田に繁茂している様子
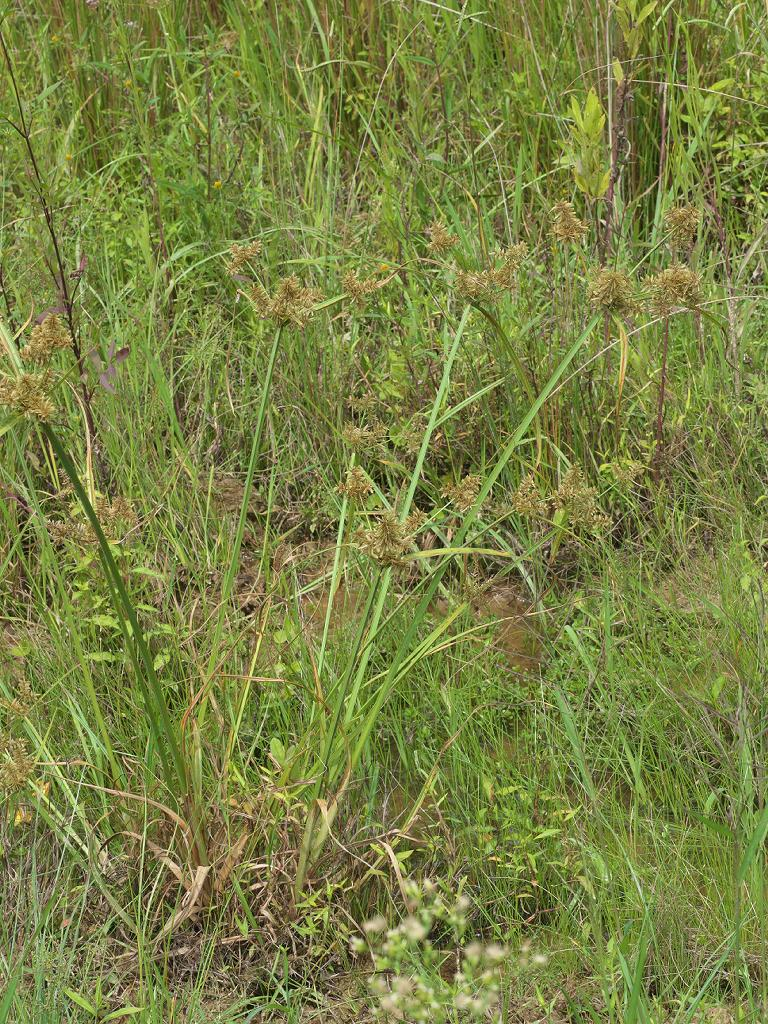
地上部全体の様子
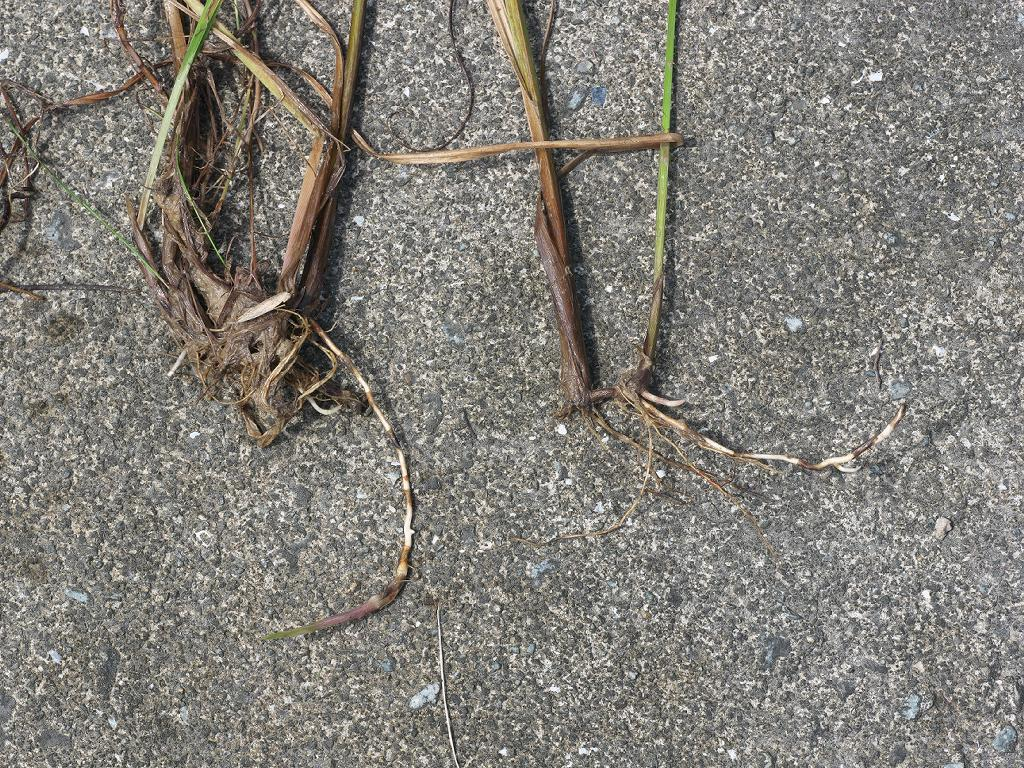
地下部
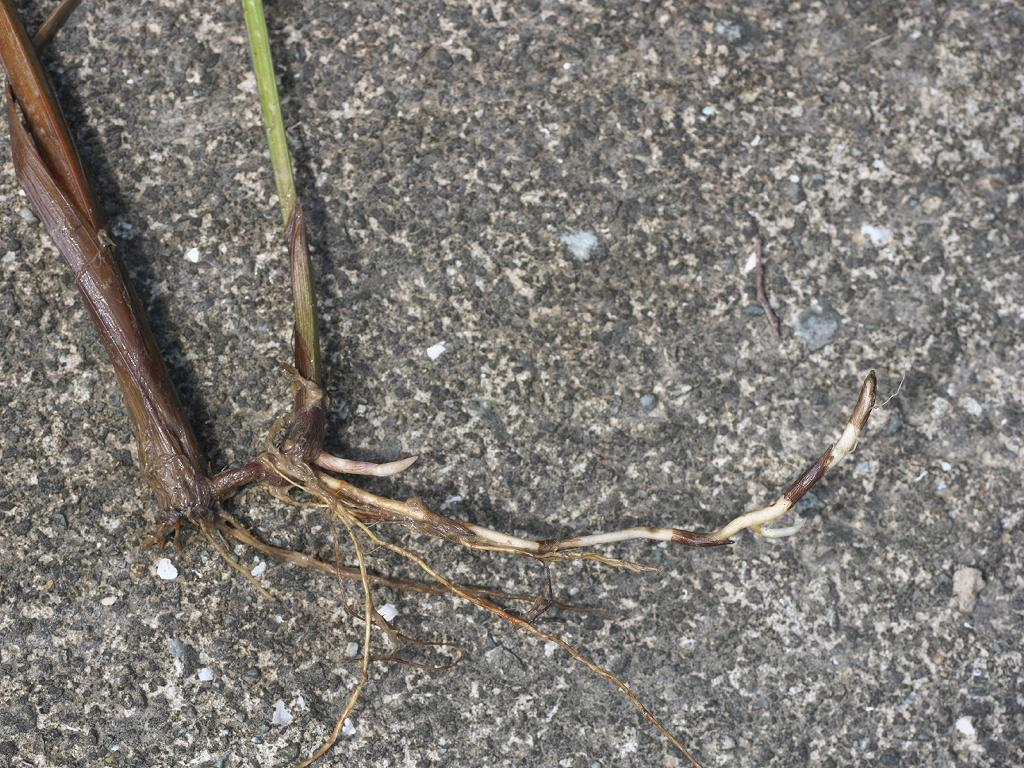
匍匐茎
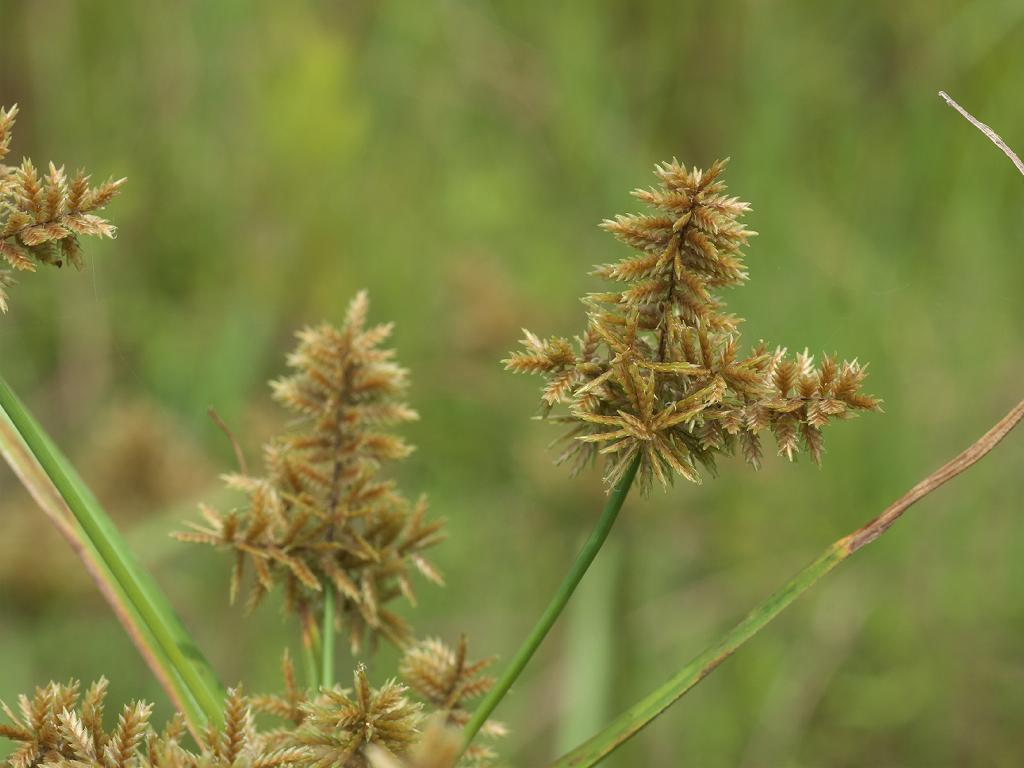
花序の拡大像
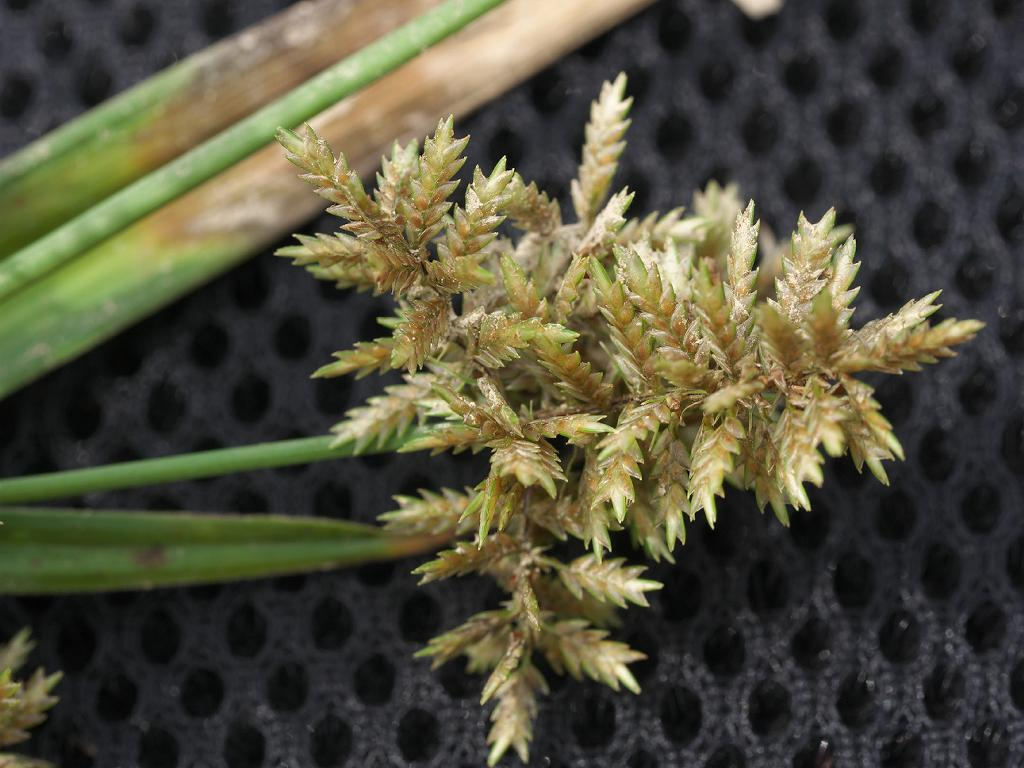
分花序
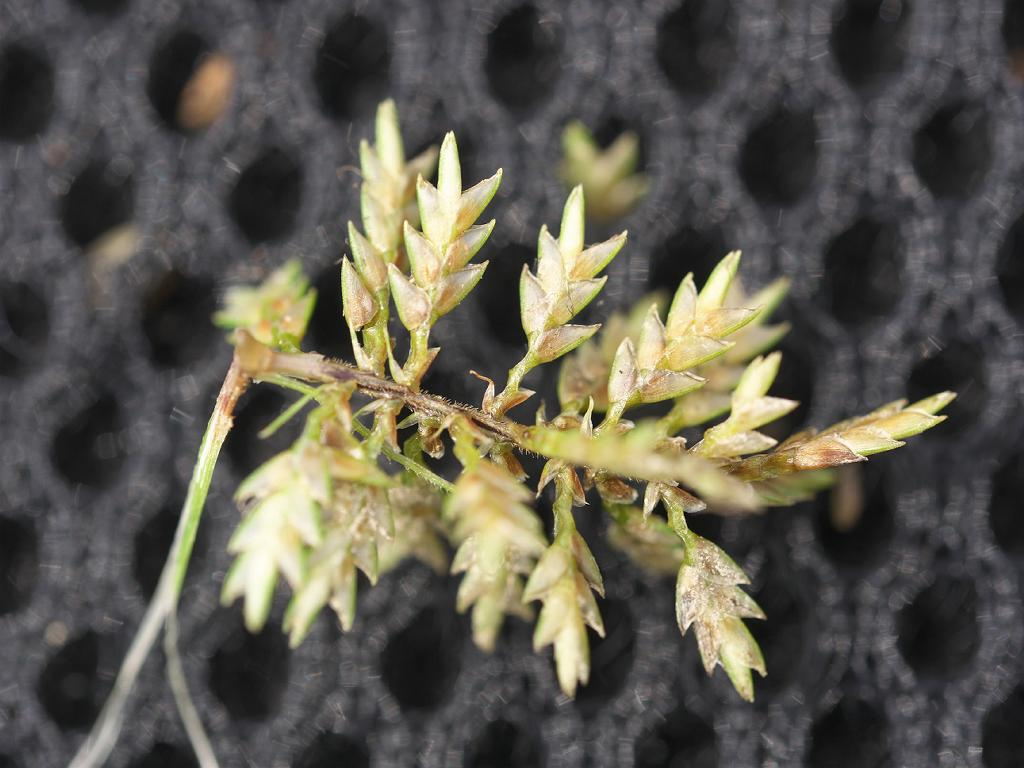
その一部

## 分布と生育環境
日本では本州の中部地方以西から琉球にかけて分布し、国外では中国、台湾、インドに知られる。
湿地に生える。平地の湿地や休耕田に見られる。

## 分類、類似種など
カヤツリグサ属は世界に700種ほど、日本国内で40種ほどが知られる。本種程度に大きくなるものも幾つかあるが、ヌマガヤツリなどは根茎が発達せず、ツクシオオガヤツリなどは根茎が短く纏まり、茎は束になって出るもので、本種のように地下茎が長く横に走るものは少ない。またシチトウ等は根出葉が発達しない。
その点ではミズガヤツリ C. serotinus も同属の大柄な種であり、地下に横に走る匍匐茎を伸ばし、根出葉や花茎、花序も本種によく似た形態で花序の主軸に剛毛があることも共通するが、柱頭が本種と違って2裂する。大橋他編(2015)は本種の解説文のほとんどをミズガヤツリとの違いの説明に当てており、上記の他に果実の断面が3稜であること、花茎の上部がざらつくことを挙げている。

## 保護の状況
環境省のレッドデータブックでの指定はなく、都道府県別でも特に指定はないが、茨城県で情報不足となっており、また東京都では絶滅したとされている。

## 利害など
ほとんどない。よく似たミズガヤツリは水田雑草として有名で、一頃は日本全国的に大きな問題になり、その防除に多大な努力がなされてきたのであるが、本種に関してはとりあげられているものがなく、それだけでなくミズガヤツリに関する報告等でも本種に言及していることすらほぼない。休耕田や水田周辺ではごく普通に見られるものではあるが、耕作中の水田に侵入することはほとんどないようである。